# Kszenskij
Kszenskij (ros. Кшенский) – osiedle typu miejskiego w Rosji, w obwodzie kurskim, w rejonie sowieckim. W 2021 liczyło 5586 mieszkańców.